# Persone di cognome Porter
| Questa pagina contiene informazioni ricavate automaticamente dalle voci biografiche con l'ausilio del template Bio e di un bot. L'aggiornamento è periodico e automatico e ricostruisce completamente la pagina. Se manca una persona in questa lista, sei pregato di non aggiungerla, ma accertati piuttosto che la sua voce biografica contenga il template Bio e che i dati anagrafici siano correttamente compilati. Se il template Bio manca, inseriscilo tu stesso o, in alternativa, metti l'avviso {{tmp\|Bio}} che ne segnala la mancanza. Se i dati riportati sono sbagliati, correggi direttamente la voce biografica; le modifiche saranno visibili in questa lista entro pochi giorni. Per chiarimenti vedi il progetto antroponimi. La lista contiene solo le 81 persone che sono citate nell'enciclopedia e per le quali è stato implementato correttamente il template Bio. Pagina aggiornata al 23 giu 2025. |

Questa è una lista di persone presenti nell'enciclopedia che hanno il cognome Porter, suddivise per attività principale.

## Allenatori di calcio(2)
- Caleb Porter, allenatore di calcio e ex calciatore statunitense (Tacoma, n. 1975)
- Joel Porter, allenatore di calcio e ex calciatore australiano (Adelaide, n. 1978)

## Altisti(2)
- Chilla Porter, altista e politico australiano (Brisbane, n. 1936 - Perth, † 2020)
- Harry Porter, altista statunitense (Bridgeport, n. 1882 - † 1965)

## Ammiragli(1)
- David Dixon Porter, ammiraglio statunitense (Chester, n. 1813 - Washington, † 1891)

## Arcivescovi cattolici(1)
- William Thomas Porter, arcivescovo cattolico e missionario britannico (Liverpool, n. 1887 - Cape Coast, † 1966)

## Astronomi(1)
- John Guy Porter, astronomo britannico (Battersea, n. 1900 - Hailsham, † 1981)

## Attori(4)
- Billy Porter, attore e cantante statunitense (Pittsburgh, n. 1969)
- David Porter, attore e regista statunitense
- Eric Porter, attore britannico (Shepherd's Bush, n. 1928 - Londra, † 1995)
- Scott Porter, attore statunitense (Omaha, n. 1979)

## Attrici(5)
- Adina Porter, attrice statunitense (New York, n. 1971)
- Alisan Porter, attrice, produttrice cinematografica e cantante statunitense (Worcester, n. 1981)
- Jean Porter, attrice statunitense (Cisco, n. 1922 - Canoga Park, † 2018)
- MacKenzie Porter, attrice televisiva e cantante canadese (Medicine Hat, n. 1990)
- Susie Porter, attrice australiana (Newcastle, n. 1971)

## Bassisti(1)
- Tiran Porter, bassista, chitarrista e compositore statunitense (Los Angeles, n. 1948)

## Biochimici(1)
- Rodney Robert Porter, biochimico inglese (Newton-le-Willows, n. 1917 - Winchester, † 1985)

## Biografe(1)
- Bertha Porter, biografa britannica (Londra, n. 1852 - Oxford, † 1941)

## Calciatori(4)
- Cameron Porter, ex calciatore statunitense (Centerville, n. 1993)
- Chris Porter, calciatore inglese (Blackpool, n. 1885 - Gallipoli, † 1915)
- Chris Porter, ex calciatore inglese (Wigan, n. 1983)
- Kyle Porter, calciatore canadese (Toronto, n. 1990)

## Canottieri(1)
- Derek Porter, ex canottiere canadese (n. 1967)

## Cantanti(3)
- Cheryl Porter, cantante statunitense (Chicago, n. 1972)
- Gregory Porter, cantante statunitense (Sacramento, n. 1971)
- Mack Porter, cantante ghanese (Accra, n. 1945 - Foligno, † 2013)

## Cestiste(1)
- Natalie Porter, ex cestista australiana (Melbourne, n. 1980)

## Cestisti(8)
- Chris Porter, ex cestista statunitense (Abbeville, n. 1978)
- Willie Porter, cestista statunitense (Winston-Salem, n. 1942 - † 1992)
- Howard Porter, cestista statunitense (Stuart, n. 1948 - Minneapolis, † 2007)
- Jontay Porter, cestista statunitense (Columbia, n. 1999)
- Kevin Porter, ex cestista e allenatore di pallacanestro statunitense (Chicago, n. 1950)
- Tajuan Porter, ex cestista statunitense (Detroit, n. 1988)
- Terry Porter, ex cestista e allenatore di pallacanestro statunitense (Milwaukee, n. 1963)
- Trey Porter, cestista statunitense (Dumfries, n. 1996)

## Chimici(1)
- George Porter, chimico britannico (Stainforth, n. 1920 - † 2002)

## Ciclisti su strada(1)
- Rudy Porter, ciclista su strada australiano (n. 2000)

## Compositori(2)
- Cole Porter, compositore statunitense (Peru, n. 1891 - Santa Monica, † 1964)
- Quincy Porter, compositore statunitense (New Haven, n. 1897 - Bethany, † 1966)

## Critici musicali(1)
- Andrew Porter, critico musicale e organista britannico (Città del Capo, n. 1928 - Londra, † 2015)

## Diplomatici(1)
- Robert Ker Porter, diplomatico, viaggiatore e pittore scozzese (Durham, n. 1777 - San Pietroburgo, † 1842)

## Economisti(1)
- Michael Porter, economista statunitense (Ann Arbor, n. 1947)

## Filosofi(1)
- Noah Porter, filosofo statunitense (Farmington, n. 1811 - New Haven, † 1892)

## Fumettisti(1)
- Howard Porter, fumettista statunitense

## Giocatori di football americano(6)
- Darien Porter, giocatore di football americano statunitense (Bettendorf, n. 2001)
- Joe Porter, giocatore di football americano statunitense (Summit, n. 1985)
- Joey Porter, ex giocatore di football americano statunitense (Kansas City, n. 1977)
- Rufus Porter, ex giocatore di football americano statunitense (Amite, n. 1965)
- Sean Porter, giocatore di football americano statunitense (Schertz, n. 1991)
- Tracy Porter, giocatore di football americano statunitense (Port Allen, n. 1986)

## Giornaliste(1)
- Katherine Anne Porter, giornalista, scrittrice e attivista statunitense (Indian Creek, n. 1890 - Silver Spring, † 1980)

## Giornalisti(1)
- Henry Porter, giornalista e scrittore inglese (n. 1953)

## Hockeisti su ghiaccio(1)
- Jack Porter, hockeista su ghiaccio canadese (Toronto, n. 1904 - Toronto, † 1997)

## Lunghiste(1)
- Chanice Porter, lunghista giamaicana (Manchester, n. 1994)

## Mafiosi(1)
- Charles Porter, mafioso e collaboratore di giustizia statunitense (Pittsburgh, n. 1933 - Penn Hills, † 2016)

## Maratoneti(1)
- Guy Porter, maratoneta statunitense (Newton, n. 1884 - Bedford, † 1951)

## Mercanti(1)
- Bill Porter, mercante statunitense (San Francisco, n. 1932 - Gresham, † 2013)

## Mezzofondisti(1)
- Cyril Porter, mezzofondista britannico (Bridstow, n. 1890 - † 1964)

## Musicisti(1)
- David Porter, musicista e cantante statunitense (Memphis, n. 1941)

## Pistard(2)
- Alexander Porter, ex pistard e ciclista su strada australiano (Adelaide, n. 1996)
- Hugh Porter, ex pistard e ciclista su strada britannico (Wolverhampton, n. 1940)

## Poeti(1)
- Peter Porter, poeta australiano (Brisbane, n. 1929 - Londra, † 2010)

## Politici(6)
- Albert G. Porter, politico, diplomatico e avvocato statunitense (Lawrenceburg, n. 1824 - Indianapolis, † 1897)
- Alexander Porter, politico statunitense (n. 1785 - Atakapa, † 1884)
- Charles Porter, politico irlandese (Norwich, n. 1631 - Dublino, † 1696)
- Endymion Porter, politico britannico (n. 1587 - † 1649)
- John Edward Porter, politico statunitense (Evanston, n. 1935 - † 2022)
- Peter Buell Porter, politico statunitense (Salisbury, n. 1773 - Niagara Falls, † 1844)

## Rapper(2)
- Kon Artis, rapper e produttore discografico statunitense (Detroit, n. 1974)
- Blueface, rapper statunitense (Los Angeles, n. 1997)

## Registi(2)
- Edwin S. Porter, regista, direttore della fotografia e sceneggiatore statunitense (Connellsville, n. 1870 - New York, † 1941)
- Eric Porter, regista e produttore cinematografico australiano (Camperdown, n. 1911 - Sydney, † 1983)

## Rugbisti a 15(1)
- Andrew Porter, rugbista a 15 irlandese (Dublino, n. 1996)

## Scrittori(1)
- Max Porter, scrittore britannico (High Wycombe, n. 1981)

## Scrittrici(2)
- Eleanor H. Porter, scrittrice statunitense (Littleton, n. 1868 - Cambridge, † 1920)
- Jane Porter, scrittrice inglese (Durham, n. 1775 - Bristol, † 1850)

## Storici dell'arte(1)
- Arthur Kingsley Porter, storico dell'arte e medievista statunitense (n. 1883 - † 1933)

## Velociste(1)
- Gwen Porter, velocista britannica (Ilford, n. 1902 - Battle, † 1993)

## Senza attività specificata(2)
- Elizabeth Porter, britannica (n. 1689 - † 1752)
- Marguerite Porter, ex ballerina britannica (Doncaster, n. 1948)